# Jutholmen
Jutholmen är en holme cirka 500 meter söder om Dalarö i Haninge kommun i Stockholms södra skärgård. Holmen är cirka 200 meter lång och dess yta är 2,3 hektar. 
Den har tidigare hyst både krog, lotsar och tull. Jutholmen är bebodd året runt (4 personer år 2012) och har dessutom en tät fritidshusbyggelse. Totalt finns 19 fastigheter med ett sjuttiotal byggnader och sommartid vistas här omkring 100 personer. En bevarad ryggåsstuga på ön antas härrör från tidigt 1700-tal. Holmen, som är bilfri, trafikeras dagligen med skärgårdsbåt. Strax utanför Jutholmen ligger Jutholmsvraket från tidigt 1700-tal.

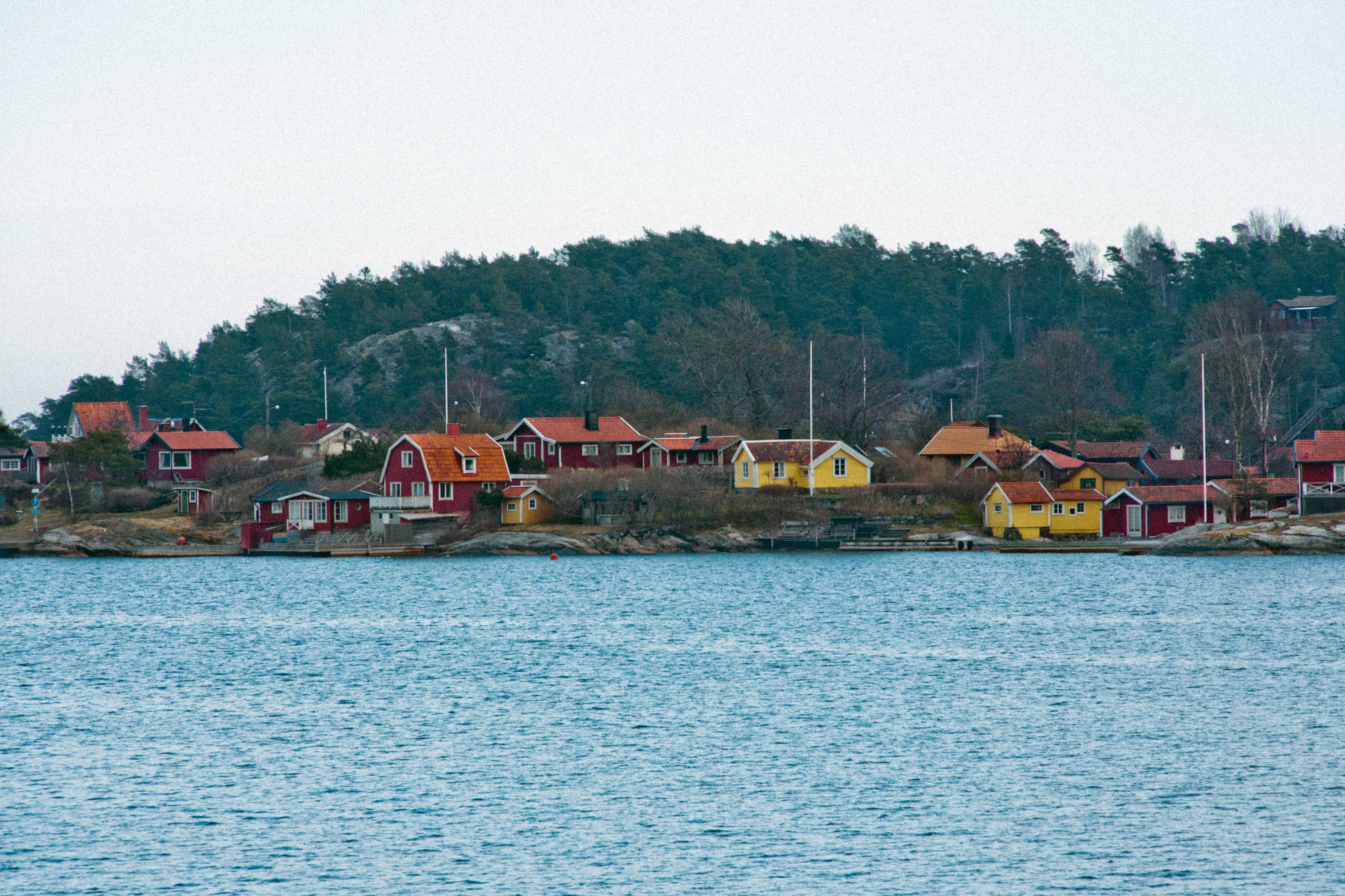
Jutholmen.